# 丽斑叶蝉属
丽斑叶蝉属（学名：Roxasellana）是叶蝉科下的一个属。

## 下属物种
本属包括以下物种：
- 星茎丽斑叶蝉 Roxasellana stellata Zhang & Zhang, 1998